# Saulo Rodrigues dos Santos
Saulo Rodrigues dos Santos (Rio Verde, 18 de Fevereiro de 1982) é um futebolista brasileiro, que atua como atacante. Atualmente, defende o Independente-GO.

## Carreira
Apesar de ter nascido em Rio Verde, Saulo começou sua carreira em Anápolis, onde foi revelado pelo Grêmio Anápolis em 2001 e fez parte do elenco até 2002. Em 2003, assinou com a Rioverdense.
Em 2004, já com 22 anos de idade, o atleta teve sua primeira experiência internacional jogando no FC da Maia, onde disputou 26 pertidas e marcou 5 gols.
Na temporada 2004/2005, transferiu-se para o Rio Ave, onde disputou 30 partidas e marcou dois gols.
Depois de algumas épocas ao serviço da Associação Naval 1.º de Maio, rescindiu o contrato que o ligava ao clube no fim de dezembro de 2008. Tendo em Janeiro do ano seguinte assinado pelo Clube de Futebol Os Belenenses.
Em julho de 2009 foi anunciada a sua contratação pelo Celta de Vigo, do campeonato espanhol.
Em 2010 voltou a Portugal e defendeu as cores do Rio Ave até 2011, antes de ir para o Académica de Coimbra onde jogou até 2012. Ainda em 2012, deixou novamente o futebol português e foi jogar no AEP Paphos do Chipre, onde ficou até 2013 e marcou um gol em onze partidas. No ano seguinte aconteceu a fusão de AEP Paphos e AEK Kouklia, formando o Pafos FC.
Em 2015, voltou para Rio Verde, sua cidade natal no Brasil, para defender as cores do EC Rio Verde. Jogou também na Anapolina, Iporá Esporte Clube, Rioverdense e CRAC, antes de voltar ao EC Rio Verde em 2019. Ainda em 2019, também assinou como Santa Helena.
Em 2021, Saulo assinou com o Independente-GO de Rio Verde para disputar o Campeonato Goiano de Futebol de 2021 - Terceira Divisão. Na primeira fase da competição, o jogador já marcou três gols em cinco partidas disputadas, ajudando a equipe na classificação para as oitavas de final da competição.